# Nilgiraspis
Nilgiraspis là một chi bọ cánh cứng trong họ Chrysomelidae.
Chi này được miêu tả khoa học năm 1932 bởi Spaeth.

## Các loài
Chi này gồm các loài:
- Nilgiraspis andrewesi (Spaeth, 1914)